# Зеленогорский сельский совет
Зеленогорский сельский совет (укр. Зеленогірська сільська рада, крымскотат. Зеленогорское кой шурасы) — административно-территориальная единица в Белогорском районе в составе АР Крым Украины (фактически до 2014 года), ранее до 1991 года — в  составе Крымской области УССР в СССР, до 1954 года — в составе Крымской области РСФСР в СССР.
Население по переписи 2001 года составляло 4760 человек.
Территория сельсовета находится в долине реки Сарысу (левого протока Биюк-Карасу) во Внутренней гряде Крымских гор и в предгорьях Главной гряды.
К 2014 году в состав сельсовета входило 10 сёл:

| - Зеленогорское - Александровка - Балки - Межгорье - Новогригорьевка | - Новоклёново - Овражки - Пасечное - Пчелиное - Яковлевка |

## История
Зеленогорский сельсовет был образован в 1953 году. На 15 июня 1960 года его в составе числились:

| - Александровка - Балки - Благода́тное - Зеленогорское | - Камышо́вка - Новиково - Новогригорьевка - Новоклёново | - Прудки́ - Чернока́менка - Южноозёрное - Яковлевка |

К 1968 году из Ароматновского сельсовета были переданы Межгорье, Овражки, Пасечное и Пчелиное, к 1977 году ликвидированы Благодатное, Камышовка, Прудки и Южноозёрное. 5 сентября 1985 года Чернокаменка включена в состав Новоклёново. С 12 февраля 1991 года сельсовет в восстановленной Крымской АССР, 26 февраля 1992 года переименованной в Автономную Республику Крым. Постановлением Верховного Совета Крыма 4 октября 1995 года Новиково включено в состав города Белогорск и сельсовет обрёл состав, сохранявшийся до 2014 года.
С 21 марта 2014 года в составе Крыма аннексирован Россией.
С 2014 года на месте сельсовета находится Зеленогорское сельское поселение Республики Крым.